# Šúrovce
Šúrovce é um município da Eslováquia, situado no distrito de Trnava, na região de Trnava. Tem 19,91 km² de área e sua população em 2019 foi estimada em 2315 habitantes.

## Demografia
| Ano:        | 1994 | 2004   | 2014   | 2024   |
| ----------- | ---- | ------ | ------ | ------ |
| Broj ljudi: | 2163 | 2213   | 2329   | 2245   |
| Razlika:    |      | +2,31% | +5,24% | -3,60% |

| Ano:               | 2023 | 2024   |
| ------------------ | ---- | ------ |
| Número de pessoas: | 2225 | 2245   |
| Diferença:         |      | +0,89% |